# Tanikka
Tanikka är en sjö i kommunen Joensuu i landskapet Norra Karelen i Finland. Sjön ligger 89,5 meter över havet. Den är 18,73 meter djup. Arean är 97 hektar och strandlinjen är 12,56 kilometer lång. Sjön  ingår i Jänisjokis huvudavrinningsområde.   Den ligger omkring 41 kilometer sydöst om Joensuu och omkring 380 kilometer nordöst om Helsingfors. 